# Crkva sv. Ivana Evanđeliste (Ivanić Miljanski)
Crkva sv. Ivana Evanđeliste je rimokatolička crkva u mjestu Ivanić Miljanski, općini Zagorska Sela, zaštićeno kulturno dobro.

## Opis dobra
Jednobrodna crkva Svetog Ivana Evanđeliste nalazi se na brijegu iznad naselja Ivanić Miljanski. Sagrađena je u zadnjoj četvrtini 15. st., a građevne promjene su slijedile još u tri navrata. Najstariji povijesni sloj je današnji osnovni korpus svetišta i lađe, dok se posljednja intervencija datira u prvu polovinu 19. st., kada se podiže novi toranj i produžuje tijelo crkve u obliku zatvorenog predvorja. Vrijedan je primjer gotičke sakralne arhitekture s iznimno bogatim ciklusom srednjovjekovnih zidnih slika i inventarom iz 17. i 18. stoljeća.

## Zaštita
Pod oznakom Z-2237 zavedena je kao nepokretno kulturno dobro - pojedinačno, pravnog statusa zaštićena kulturnog dobra, klasificirano kao "sakralna graditeljska baština".